# Collegio degli Angeli
Il Collegio Santa Maria degli Angeli è una scuola cattolica parificata di Treviglio. È situata sulla circonvallazione interna di Treviglio, a due passi dal centro storico cittadino. Ospita tre scuole: la scuola primaria, la scuola secondaria di primo grado e la scuola secondaria di secondo grado, con ben tre indirizzi: Liceo socio-psicopedagogico, Liceo linguistico a curvatura europea e Istituto Giuridico Economico Aziendale (IGEA). Dal 2016 è subentrato l'istituto Facchetti, altra scuola parificata presente in città.

## Storia
La scuola nacque nel 1838, quando due suore di carità di Santa Maria Bambina, Suor Teresa Bosio e Suor Giuseppina Rosa, arrivarono a Treviglio. Grazie a loro, l'una maestra e l'altra direttrice nasce la scuola materna all'interno dell'orfanotrofio femminile. L'istituto quindi si sviluppa in parte grazie anche al pensiero di Santa Bartolomea Capitanio e Santa Vincenza Gerosa, cui è dedicata la cappella interna dell'istituto. Nel 1855 viene aperto l'Educandato ed il riconoscimento della scuola avviene due anni dopo. Negli anni si sviluppa sino ad arrivare alle dimensioni e alle capacità attuali.